# Manfredo Settala
Manfredo Settala (Settala, XII secolo – Meride, 27 gennaio 1217) è stato un presbitero italiano, venerato come beato dalla Chiesa cattolica.

## Agiografia

### Nascita e vita sacerdotale
Nacque nel XII secolo e faceva parte della facoltosa famiglia milanese dei Settala. Alla fine del XII secolo si avviò al sacerdozio e lasciò la città natale. Si recò nella Valceresio e fu nominato parroco di Cuasso (curazia che comprendeva, oltre a Cuasso, anche Besano, Porto Ceresio e Brusimpiano), appartenente alla diocesi di Milano. È comunemente conosciuto come il primo parroco cuassese; celebrò a partire dal 1180 nell'antica chiesa di San Pietro (distrutta nel 1528) e nella chiesa di San Giacomo in Cuasso al Piano.

### Ritiro a vita ascetica
Richiamato a vita eremitica, lasciò la cura pastorale e si ritirò sulle alture del Monte San Giorgio, la montagna solitaria incuneata tra i bracci più a sud del Lago Ceresio tra Italia e Svizzera, "ubi vitam aliquamdiu asperrimam ducens, totum se rerum Divinarum contemplationi addixit cuius sanctitatem Deus in morte testatam voluit" ("dove, conducendo per qualche tempo una vita austerissima, si dedicò interamente alla contemplazione delle cose divine, della cui santità Dio volle che fosse testimoniato nella morte").

#### Fama di santità e miracoli
Le popolazioni delle regioni circostanti erano attratte dalla sua fama di santità, e da lui si recavano per implorare miracoli, consigli ed intercessioni. Il periodo in cui visse fu caratterizzato da carestia: questo crebbe la quantità di pellegrini che si recavano da lui, così come la sua fama.
A lui è assegnato il "miracolo del forno", che permise ai forni alle donne del paese di Riva San Vitale, previa sua benedizione, di sfornare innumerevoli pagnotte e moltiplicarle per dare da mangiare ai propri figli malnutriti a causa della carestia. Nel 1207 ricevette degli abitanti di Olgiate Comasco, malati di un morbo, che gli chiesero scampo e conforto. Lui gli indicò di recarsi in pellegrinaggio alla tomba di San Gerardo a Monza (morto il 6 giugno dello stesso anno). Loro seguirono il suo consiglio e furono curati. Allora gli olgiatesi costruirono una chiesa in onore di San Gerardo, restaurata poi nel 1938. Questi sono solamente alcuni dei miracoli che gli sono attribuiti.
Tuttavia, lui disdegnava la compagnia altrui; si richiudeva perciò nella solitudine in una grotta sul Monte San Giorgio con il lato aperto sul Lago di Lugano.

### Morte
Morì il 27 gennaio 1217 nella chiesa sul Monte San Giorgio. A certificare ciò fu trovata nel 1387 dietro l'Altare una coperta di cuoio intarsiato sulla quale era incisa la data 1217. La festa liturgica si celebra il 27 gennaio. È riconosciuto e venerato come beato dalla Chiesa Cattolica.

#### Sepoltura
Le sue spoglie si trovano nella chiesa plebana di Riva San Vitale, allora facente parte della diocesi di Como (dal 1888 di Lugano). 
Originariamente esse erano collocate dietro all'Altare, ma il 28 aprile 1387, per ordine del vescovo di Como Beltramo da Brossano, furono collocate in un'arca marmorea "super et prope altare, affinché in avvenire al memorato beato Manfredo da tutti i fedeli cristiani sia prestata una maggiore devozione e riverenza" ("sopra e presso l'Altare, affinché in avvenire al memorato beato Manfredo da tutti i fedeli cristiani sia prestata una maggiore devozione e reverenza"). Nel 1633 il corpo fu collocato in una preziosa urna cristallina, deposta sotto la mensa dell'Altare maggiore, dove è attualmente venerato.

## Leggende e folklore
Queste sono solo alcune delle leggende attribuite alla figura del Beato Manfredo Settala.

### Desiderio di solitudine
Nonostante la sua fama di santità, si dice che disdegnasse la compagnia altrui. Alla vista dei pellegrini si richiudeva quindi in una grotta della montagna, affacciata sul Lago di Lugano. Questa sua abitudine fu tramutata in un inno, risalente al 1599, il seguente: "Visitabatur saepius a multis circumstantibus quod praevidendo fugiens suam intrabat cellulam" ("Spesso venivano in visita le persone dai luoghi circostanti, ma egli, prevedendolo, si rifugiava nella sua cella").

### Morte
Si narra che il giorno della sua morte le campane della chiesa di Riva San Vitale e quelle delle chiese dei paesi vicini iniziarono a suonare autonomamente. Gli abitanti allora si recarono alla chiesa sul Monte San Giorgio pensando alla dipartita del Beato, e lì lo trovarono, deceduto, in ginocchio in posizione di preghiera. Le campane smisero di suonare non appena il corpo del Beato non fu scoperto.

### Collocazione delle spoglie
Tra Cuasso e Riva San Vitale vi fu una disputa per chi doveva "aggiudicarsi" le spoglie del Beato: Cuasso le pretendeva perché egli fu suo parroco, Riva le voleva perché lì era morto. Per appianare le divergenze, il feretro fu adagiato su un carro trainato dai buoi, e questi furono lasciati andare. Il carretto raggiunse Riva San Vitale anziché Cuasso: il Beato venne perciò sepolto nel paese ticinese. Questa tradizione, così come la leggenda delle campane alla sua morte, diedero vita ad un detto latino: "Manfredi mortem produnt agitata metalla, Dissidium tumuli composuere boves" ("Muovendosi le campane, annunciarono la morte di Manfredo e i buoi risolsero il dissidio della sepoltura").